# Сенють, Альбин Викентьевич
Альбин Викентьевич Сенють — советский хозяйственный и государственный деятель, лауреат Государственной премии СССР за выдающиеся достижения в труде.

## Биография
Родился в 1931 году на территории современной Гродненской области. Член КПСС с 1972 года.
Пережил немецко-фашистскую оккупацию.
Окончил школу ФЗО в Ленинграде с присвоением 5-го разряда.
В 1952—1991 годах — столяр, звеньевой столярного звена, бригадир столяров-отделочников Главленинградстроя.
Участник восстановления дворцов Пушкина и Петергофа, первым в Ленинграде перешел на столярную отделку помещения сухим способом.
За архитектуру здания гостиницы «Ленинград» в Ленинграде и комплекса сооружений таможни на советско-финской границе был в составе коллектива удостоен Государственной премии СССР в области архитетуры 1973 года (со своей бригадой Сенють уложил 32 километра дубового профиля в потолок-крышу таможни, получившую уникальный дизайн летящей бабочки).
Заслуженный строитель РСФСР (1984).
Жил в Санкт-Петербурге.

## Награды
- Орден Ленина (1986)
- Орден Трудового Красного Знамени (1970)